# ريهبورغ-لوكوم
ربورغ لكوم (بالألمانية: Rehburg-Loccum) هي بلدة ألمانية تقع في ألمانيا في سكسونيا السفلى. يقدر عدد سكانها بـ 10,796 نسمة .

## المدن التوأمة
مدينة Niederschöna هي مدينة توأمة لـربورغ لكوم.

## أعلام
- فرد إتش بلوم
- غونتر هرمان